# 송귀근
송귀근(宋貴根, 1957년 1월 20일~)은 대한민국의 정치인이다. 제43대 전라남도 고흥군수를 지냈다.

## 학력
- 대서국민학교 졸업
- 살레시오중학교 졸업
- 살레시오고등학교 졸업
- 고려대학교 경영학 학사
- 서울대학교 행정대학원 석사
- 명지대학교 행정대학원 박사

## 경력
- 제23회 행정고시 합격
- 전라남도청 지방과 과장
- 전라남도 장성군 부군수
- 전라남도 고흥군 부군수
- 행정자치부 주민과 과장
- 행정자치부 자치제도과 과장
- 한국지방자치단체국제화재단 도쿄사무소 사무장
- 광주광역시청 기획관리실 실장
- 국가균형발전위원회 지역개발국장
- 2008.03~2009.02 소방방재청 기획조정관
- 2009.02~2010.03 행정안전부 조직실 조직정책관
- 2010.03~2011.10 광주광역시 행정부시장
- 2011.10~2012.11 제8대 국가기록원장
- 2012.12  LX 대한지적공사 감사
- 2018.07~2022.06: 제43대 민선 7기 전라남도 고흥군수(초선)

## 역대 선거 결과
|  | 39.35% |

|  | 52.62% |

|  | 47.02% |